# Saint-Lizier
Saint-Lizier (okcitansko Sent Líser) je naselje in občina v južnem francoskem departmaju Ariège regije Jug-Pireneji. Leta 2006 je naselje imelo 1.477 prebivalcev.

## Geografija
Naselje leži v pokrajini Languedoc ob vznožju Pirenejev ob reki Salat, 2 km severno od Saint-Gironsa.

## Uprava
Saint-Lizier je sedež istoimenskega kantona, v katerega so poleg njegove vključene še občine La Bastide-du-Salat, Betchat, Caumont, Cazavet, Gajan, Lacave, Mauvezin-de-Prat, Mercenac, Montesquieu-Avantès, Montgauch, Montjoie-en-Couserans, Prat-Bonrepaux, Lorp-Sentaraille, Taurignan-Castet in Taurignan-Vieux  s 6.929 prebivalci.
Kanton je sestavni del okrožja Saint-Girons.

## Zanimivosti
- Saint-Lizier je imenovan po škofu sv. Liceriusu, rojenemu na ozemlju sedanje Španije († 548). Nekdanja galo-rimska naselbina je postala sedež škofije že v 6. stoletju,
  - nekdanja romanska kokatedrala Saint-Lizier s samostanom, posvečena leta 1117, sedež škofov Couseransa (ob zgodovinskem sporu med provinco Couserans in škofi); škofija je bila ukinjena s konkordatom leta 1801.
  - nekdanja kokatedrala Notre-Dame de la Sède s škofijsko palačo iz 17. stoletja, muzej.